# Embarcador

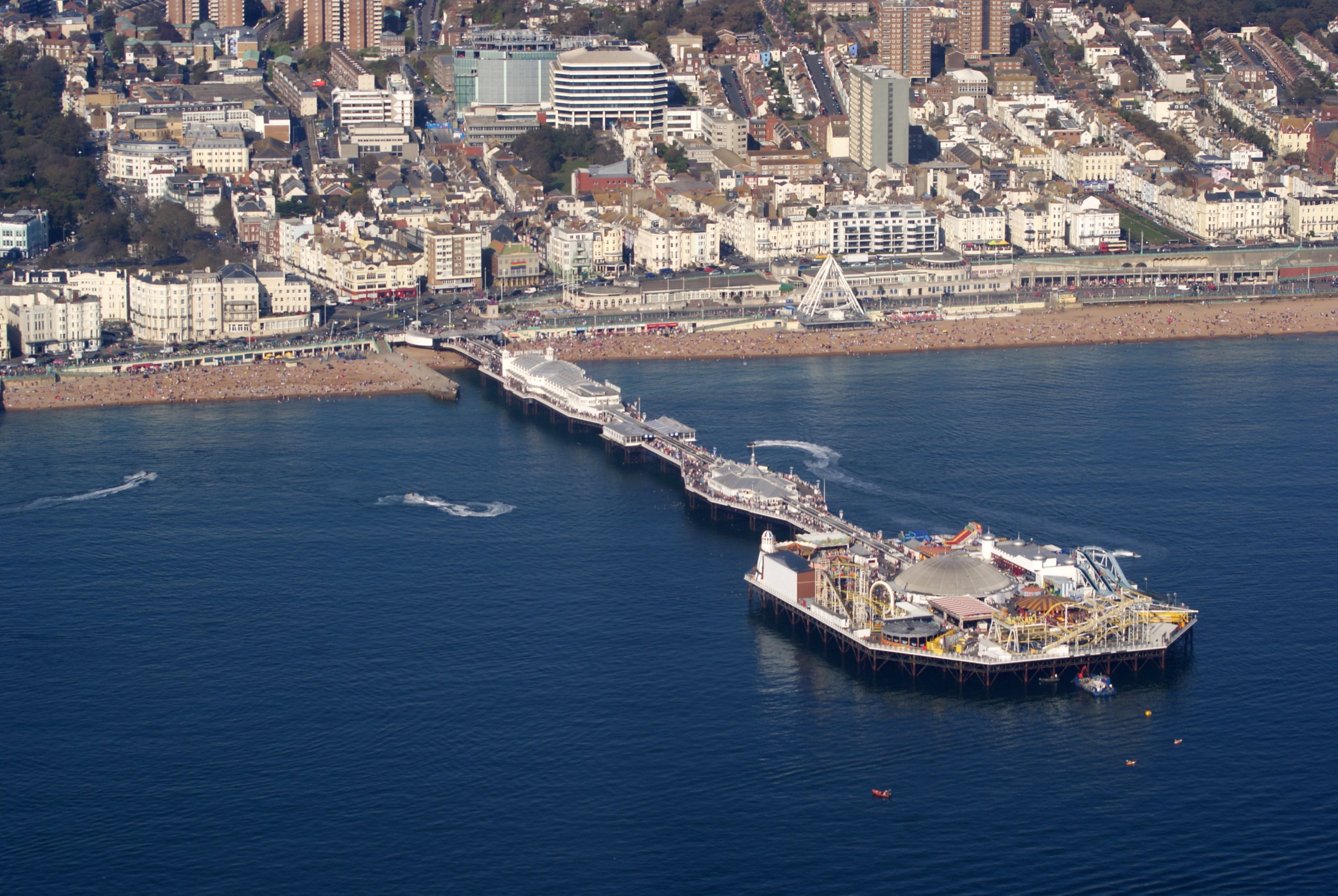
Embarcador d'esbarjo a Brighton, Anglaterra. Els primers embarcadors costaners es van construir a Anglaterra a principis de segle XIX

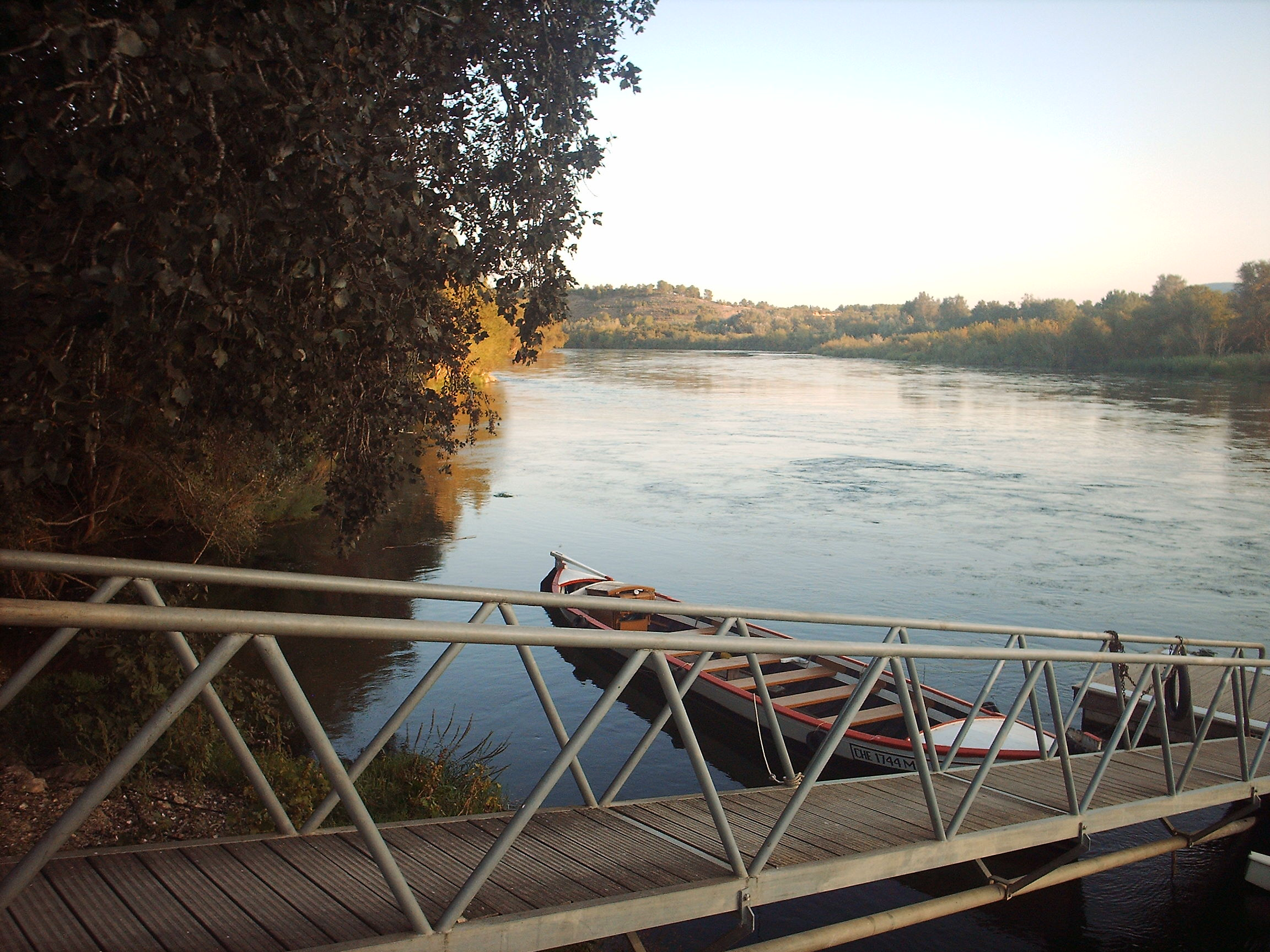
Embarcador al riu Ebre, al seu pas per Miravet.

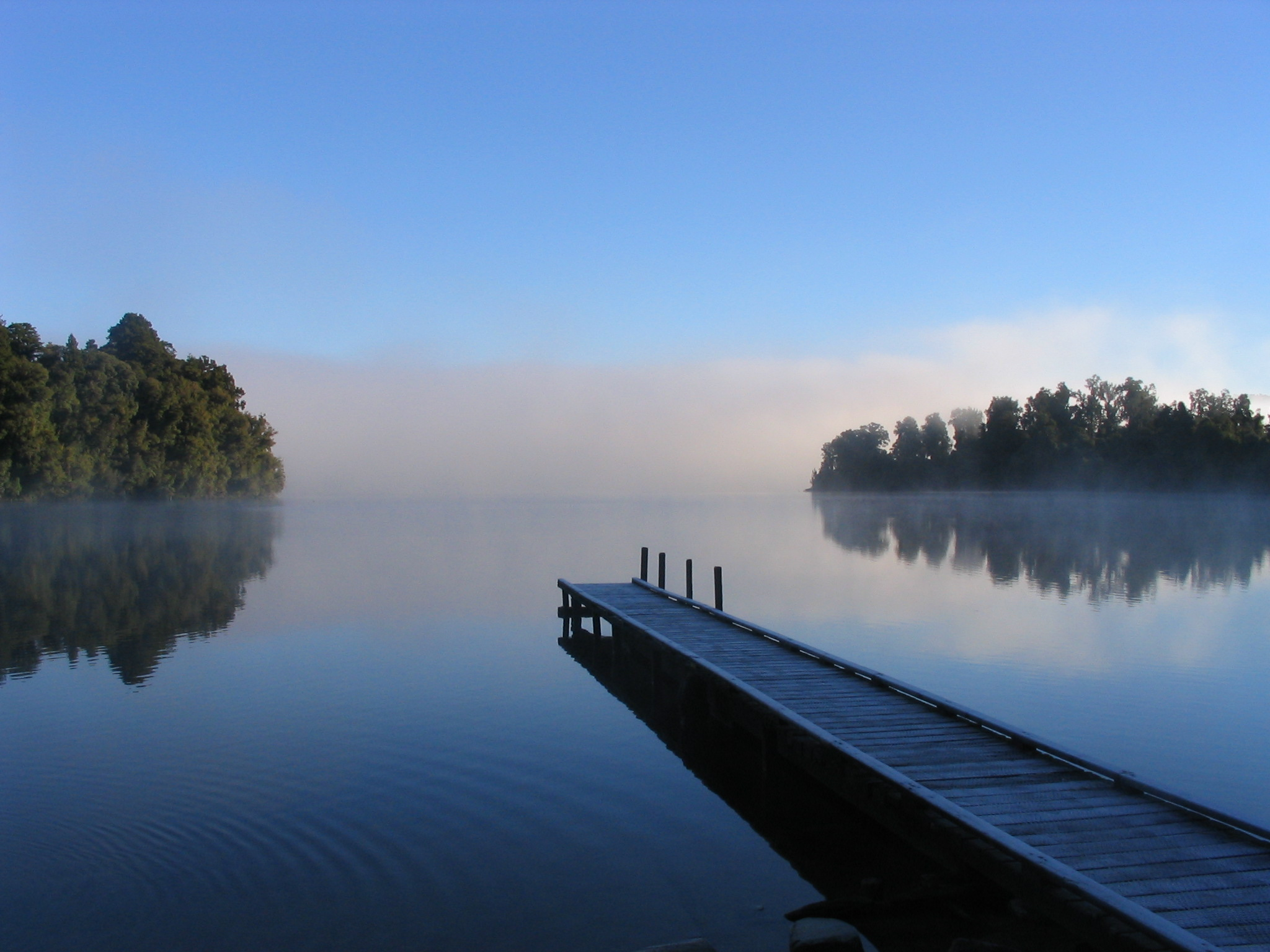
Un simple embarcador al llac Mapourika, Nova Zelanda

Un embarcador és una estructura elevada sobre una massa d'aigua, habitualment sostinguda per pilots o pilars, destinat a l'embarcament de gent, de mercaderies, etc. La seva estructura oberta permet que les marees i els corrents flueixin relativament sense obstacles, mentre que els pilots o fonaments més sòlids d'un moll poden actuar com a escullera i, per tant, són més propensos a reblir-se. També permet que hi hagi embaracions a ambdues bandes. Els embarcadors poden variar en grandària i complexitat, des d'una simple estructura de fusta lleugera fins a estructures majors de diversos quilòmetres.
Els embarcadors s'han construït tradicionalment amb diversos propòsits, i a causa que aquests tenen diferents variacions regionals, el terme embarcador tendeix a tenir diferents matisos de significat en diferents parts del món. Així, a Amèrica del Nord i Austràlia el terme tendeix a referir-se a una instal·lació de manipulació de càrrega. A Europa, en canvi, on els ports utilitzen més sovint conques i molls fluvials abans que embarcadors, el terme s'associa principalment amb la imatge d'un embarcador d'esbarjo d'època victoriana.

## Tipus
Els embarcadors poden ser categoritzats en diferents grups d'acord amb el propòsit principal. No obstant això, existeix un encavalcament entre aquestes categories. Per exemple, els embarcadors d'esbarjo també permeten sovint l'atracament de vaixells de vapor d'esbarjo i altres embarcacions similars, mentre que els embarcadors de treball s'han convertit sovint en espais d'esbarjo després d'haver quedat obsolets a causa dels avanços de la tecnologia de manipulació de la càrrega. Molts embarcadors són flotants per assegurar-se que pugen i baixen amb la marea juntament amb els vaixells que els acompanyen. Això prové d'una situació en la qual les línies es tiben massa o s'afluixen en pujar o baixar les marees. Una línia d'amarratge massa tibant o solta pot danyar als vaixells en treure'ls de l'aigua o permetent-los tanta llibertat de moviment que copegen amb força contra els costats.

### De treball

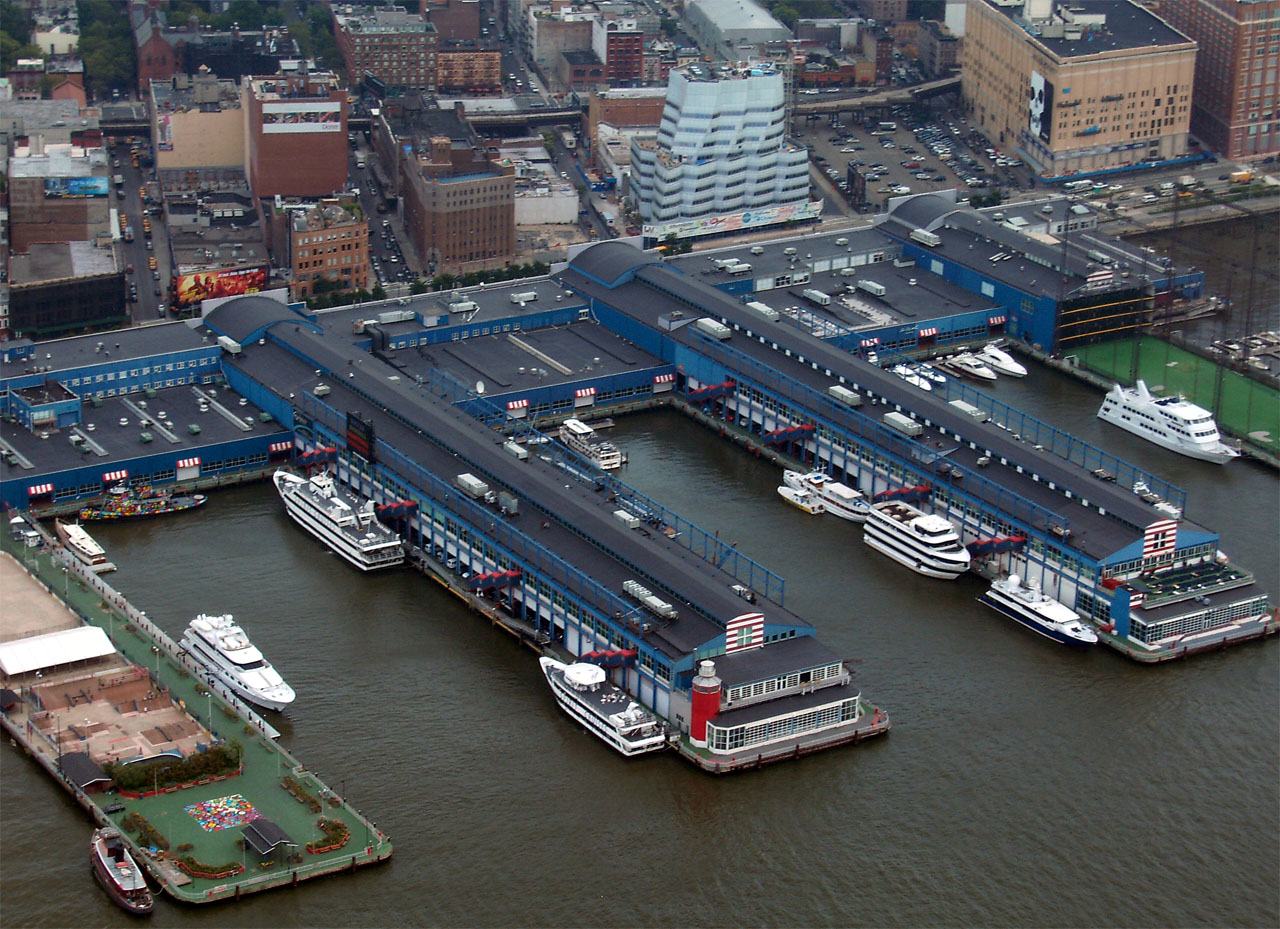
Embarcadors de Chelsea, a West Side, Manhattan, que s'endinsen en el riu Hudson

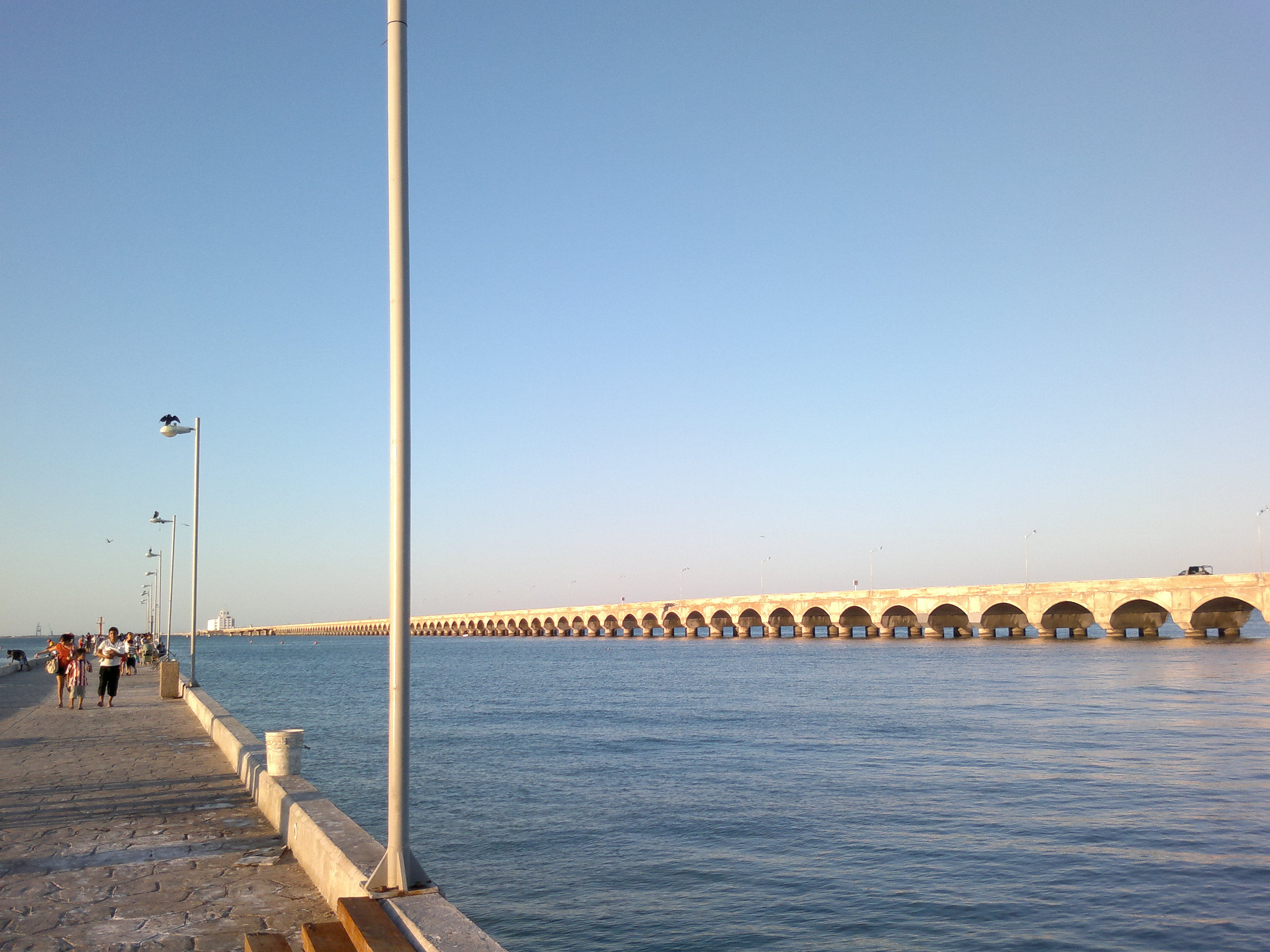
Amb 6,5 km de longitud, l'embarcador de Progrés (Yucatán, Mèxic) és el més gran de l'món

Els embarcadors de treball es van construir per al maneig de passatgers i càrrega dins i fora dels vaixells o (com en l'embarcador de Wigan) de les embarcacions de canal. Els mateixos embarcadors de treball es divideixen en dos grups diferents; els embarcadors individuals més llargs es troben sovint en ports amb grans distàncies entre marees, i l'embarcador s'estén prou lluny de la costa per a assolir aigües profundes en marea baixa. Aquests embarcadors constituïen una alternativa econòmica als molls flotants, on els volums de càrrega eren baixos, o on es manipulava càrrega a granel especialitzada, com en els embarcadors de carbó.
L'altra forma d'embarcador de treball es va construir en ports amb menys marea. En aquest cas, el principal avantatge era que es disposava d'una major longitud de moll perquè els vaixells poguessin atracar a ell en comparació amb una molla litoral lineal, i aquests embarcadors solen ser molt més curts. Típicament, cada embarcador porta un únic cobert, amb vaixells atracant a la proa o a la popa cap a la riba. Alguns dels principals ports consistien en un gran nombre d'embarcadors d'aquest tipus que s'alineaven a la costa, sent exemples clàssics la façana del riu Hudson a Nova York, o l'embarcador a San Francisco.
L'arribada del transport marítim de contenidors, amb la seva necessitat de grans espais de manipulació adjacents als molls d'embarcament, ha fet que els embarcadors de treball s'hagin quedat obsolets per a la manipulació de la càrrega, si bé alguns encara sobreviuen per a la manipulació de vaixells de passatge o càrregues a granel.
Un exemple és el de Progrés, Yucatán, on un embarcador s'interna més de 6 quilòmetres al golf de Mèxic, la qual cosa el converteix en el més llarg del món. L'embarcador de Progrés abasteix gran part de la península amb transport per a la indústria pesquera i de càrrega i serveix com a port per a grans creuers a la zona.
Molts altres embarcadors en funcionament han estat demolits o romanen abandonats, però alguns han estat reciclats com embarcadors d'esbarjo. L'exemple més conegut d'això és el Pier 39 a San Francisco, on hi ha una galeria en 3D, acutacions constants i un centre interpretatiu de mamífers entre altres atraccions.
A Southport i Tweed River, a la Gold Coast de Austràlia, hi ha embarcadors que suporten equipament per a un sistema de derivació de sorra que manté el bon estat de les platges arenoses i els canals de navegació.

### D'esbarjo

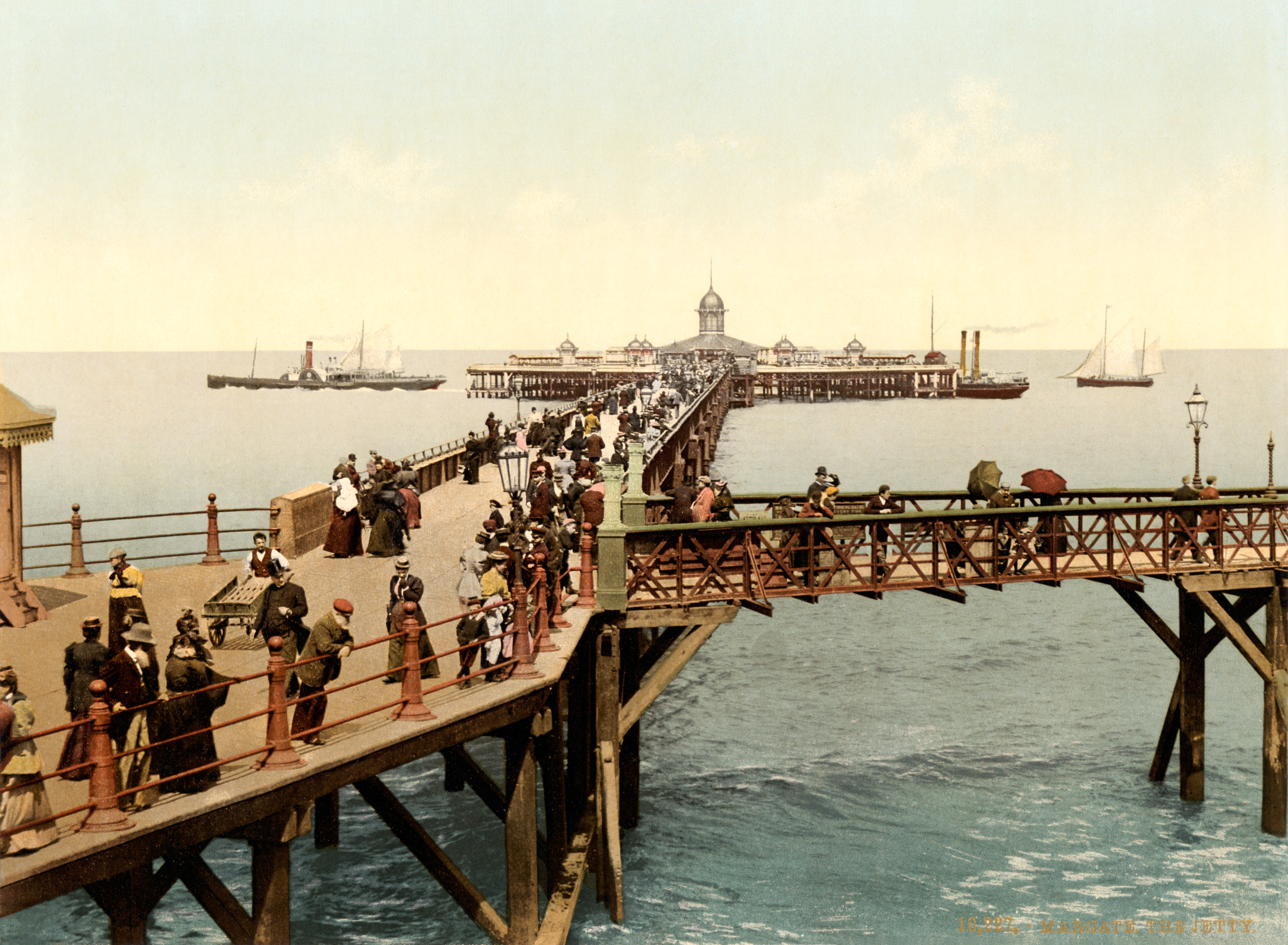
Representació de moll victorià a Margate, al comtat anglès de Kent, 1897

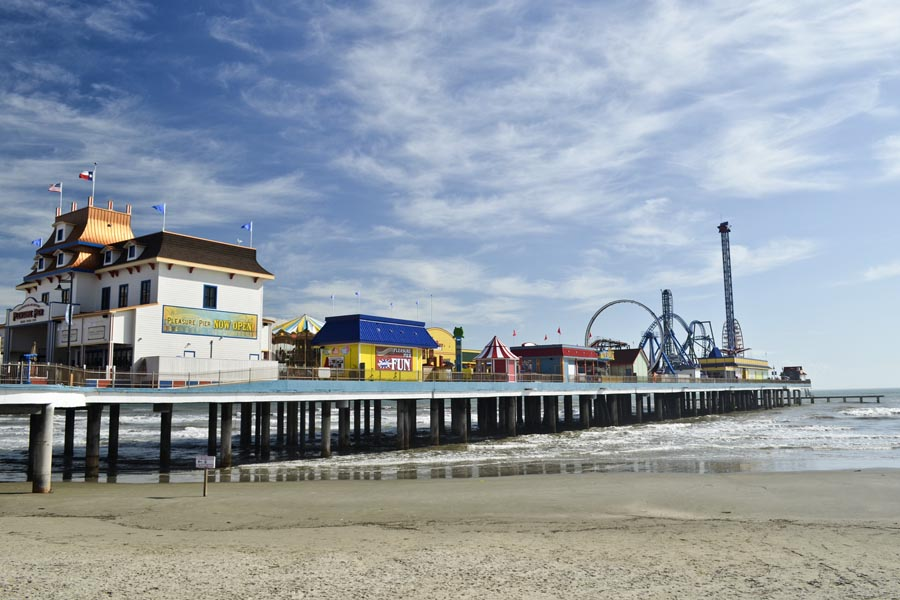
Embarcador a l'illa de Galveston.

Els embarcadors d'esbarjo es van construir per primera vegada a Gran Bretanya a principis de segle xix. Les primeres estructures van ser Ryde Pier, construït en 1813-1814, Trinity Chain Pier a prop de Leith, construït el 1821, i Royal Suspension Chain Pier, construït el 1823. Només es conserva el més antic d'aquests embarcadors. En aquest moment, la introducció dels ferrocarrils per primera vegada va permetre el turisme de masses a les estacions balneàries. Els efectes de les marees en molts d'aquests complexos significaven que durant gran part del dia, la mar no era visible des de la riba. L'embarcador d'esbarjo va ser la resposta, permetent als turistes passejar per sobre i a la banda de la mar en tot moment. L'embarcador d'esbarjo més llarg del món es troba en Southend-on-Sea, Essex, i s'estén 2,1 km fins a l'estuari del Tàmesi. Amb una longitud de 837 m, el Santa Creu Wharf és l'embarcador més llarg de la costa oest dels Estats Units.
Els embarcadors d'esbarjo, que ofereixen una passarel·la cap al mar, sovint inclouen atraccions i teatres. Aquest embarcador pot estar sense sostre, tancat o parcialment obert i parcialment tancat. De vegades un embarcador té dues cobertes. L'embarcador d'esbarjo a una illa a Galveston, Texas té una muntanya russa, 15 passejos, jocs de carnaval i botigues de records.
Els primers embarcadors d'esbarjo eren de fusta, el Margate va ser el primer de ferro, inaugurat el 1855. Va quedar destrossat després de les tempestes de 1978 i mai va ser reparat. L'embarcador de ferro més llarg que roman és el de Southend. Inaugurat com embarcador de fusta a 1829, va ser reconstruït en ferro i acabat en 1889. En una enquesta duta a terme el 2006 al Regne Unit, el públic va votar que l'embarcador de la platja figurés a la llista d'icones d'Anglaterra.

### De pesca
Molts embarcadors es construeixen amb el propòsit de proporcionar als pescadors sense bot accés a zones de pesca que d'una altra manera serien inaccessibles.

## Exemples

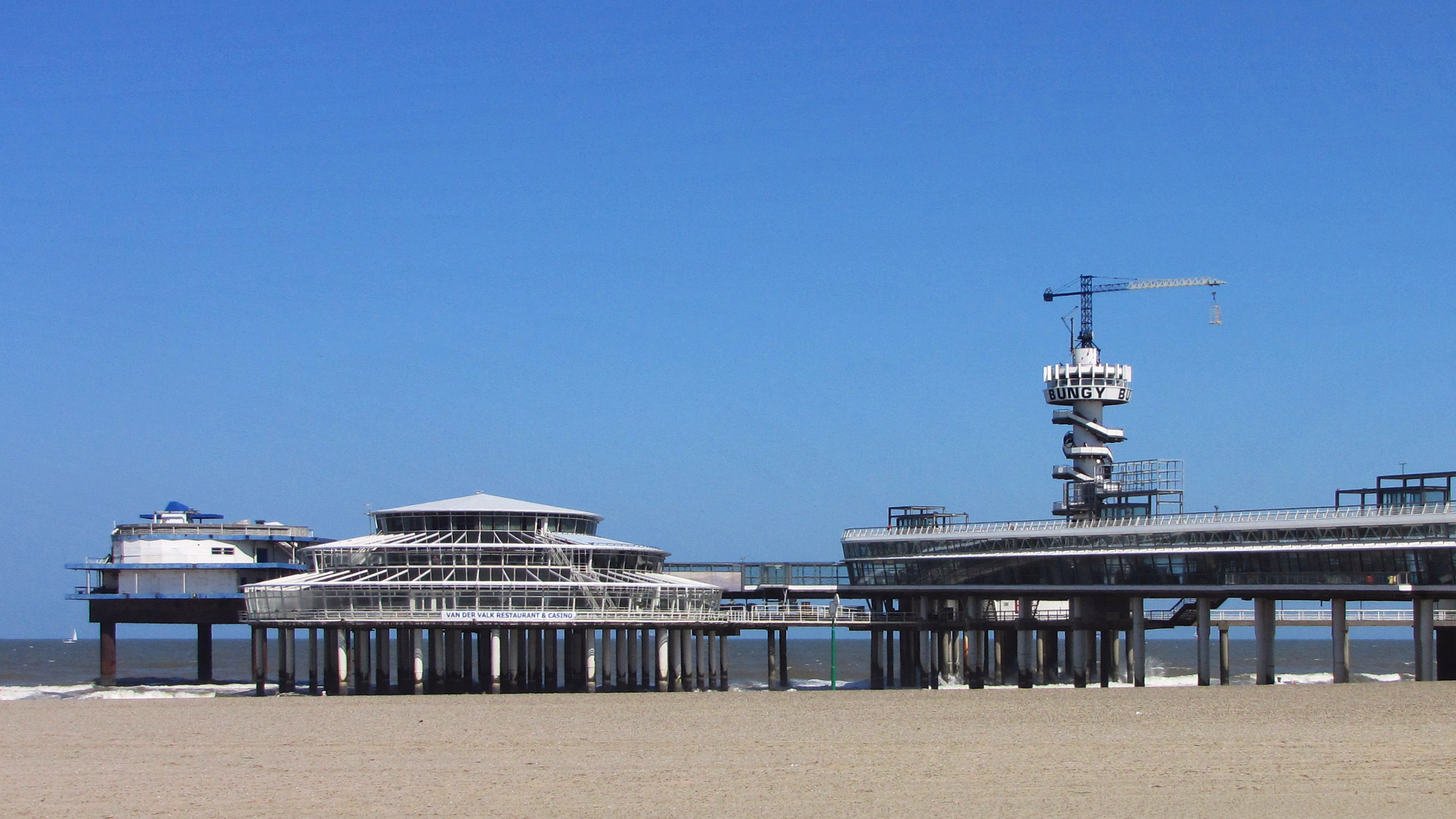
Embarcador de Scheveningen

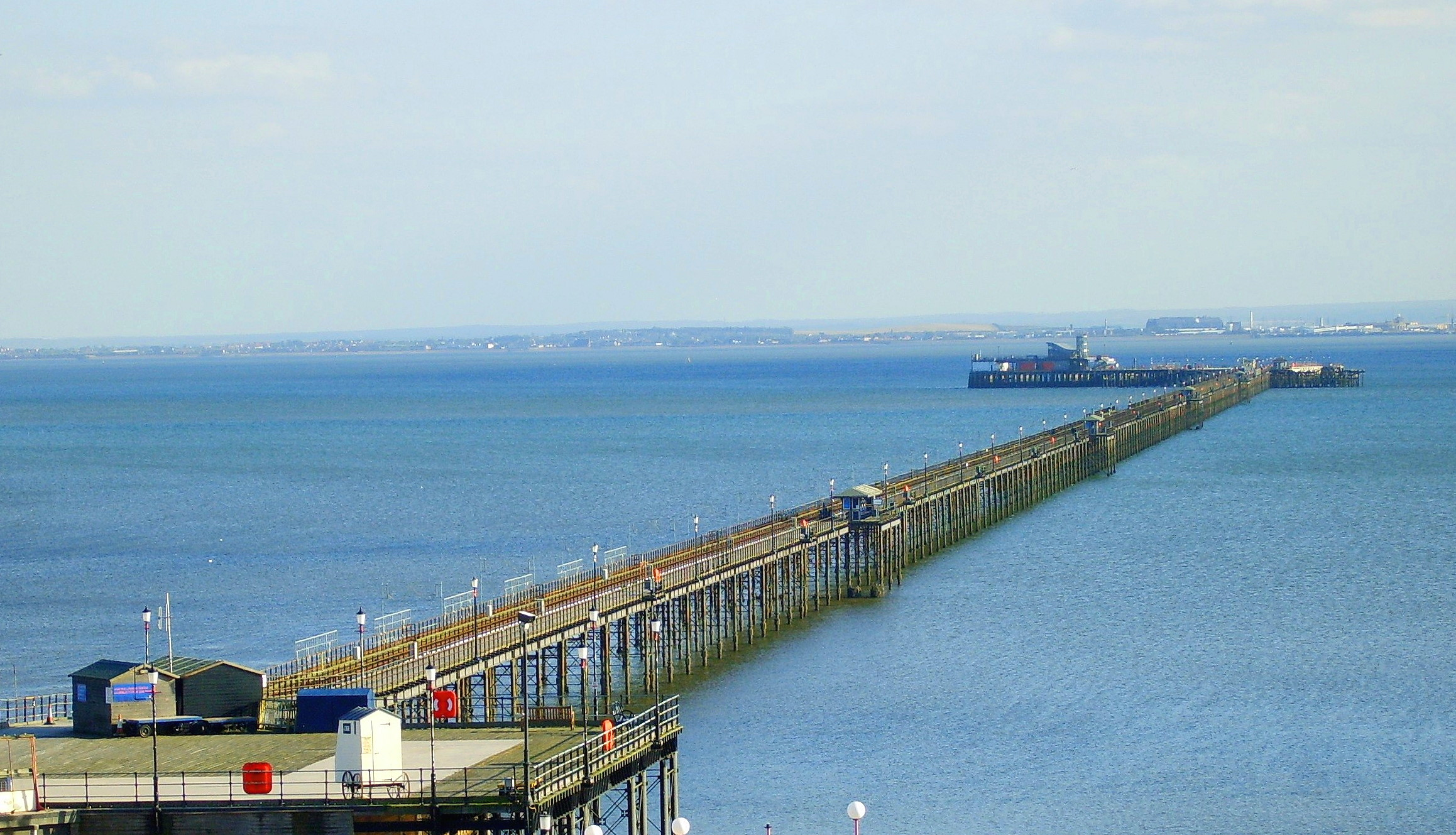
Southend Pier

A Blankenberge, Bèlgica, es va construir un primer embarcador d'esbarjo a 1894. Després de la seva destrucció durant la Primera Guerra Mundial, el 1933 es va construir un de nou, que roman fins al dia d'avui, encara que va ser parcialment transformat i modernitzat en 1999-2004.
A Scheveningen, Països Baixos, la ciutat costanera de l'Haia, compta amb l'embarcador més gran dels Països Baixos, acabat el 1961. Una grua, construïda sobre la torre panoràmica de l'embarcador, ofereix l'oportunitat de realitzar un salt de 60 metres d'altura sobre les onades del mar de el Nord. L'embarcador actual és el successor d'un altre anterior, que es va acabar de construir en 1901, però que va ser destruït el 1943 per les forces d'ocupació alemanyes.
El primer embarcador registrat a Anglaterra va ser el Ryde Pier, inaugurat el 1814 a l'illa de Wight, com a punt de desembarcament per permetre que els transbordadors d'i cap al continent arribessin a port. Encara s'utilitza per a aquest propòsit avui dia. També va funcionar com a lloc d'oci en el passat, amb un pavelló al cap de l'embarcador, i encara avui dia hi ha instal·lacions d'esbarjo. L'embarcador de ferro colat més antic del món és el de Gravesend, en Kent, que va obrir les portes el 1834. No obstant això, la Societat Nacional d'Embarcadors no el reconeix com a tal.
Després de la construcció del primer embarcador costaner del món a Ryde, aquest tipus de construcció es va posar de moda en els complexos turístics costaners d'Anglaterra i Gal·les durant l'era victoriana, aconseguint el seu punt màxim en la dècada de 1860, durant la qual es van construir 22 embarcadors. Símbol de les típiques vacances costaneres britàniques, el 1914 ja hi havia més de 100 embarcadors d'esbarjo a la costa del Regne Unit. Considerada com una de les millors arquitectures victorianes, encara hi ha un nombre significatiu d'embarcadors a la vora de la mar, encara que alguns s'han perdut, incloent-hi dos a Brighton, a East Sussex, un a New Brighton, a Wirral, i tres a Blackpool, a Lancashire. Dos embarcadors, l'ara abandonat embarcador de West i l'embarcador Clevedon de Brighton, estaven llistats com Grau 1. L'embarcador de Birnbeck a Weston-super-Mare és l'únic del món connectat a una illa. La Societat Nacional d'Embarcadors (National Piers Society) dona una xifra de 55 embarcadors costaners existents a Anglaterra i Gal·les.

## Altres
L'embarcador —estacade— de Grenoble és un pont ferroviari que va donar nom al districte que travessa i al mercat d'Estacade que s'estén sota el seu abric, és el més gran i famós de la ciutat. Altres pobles, com Saint-Jean-de-Monts, també han donat a un districte el nom d'Estacade.

## Per a més informació
- Turner, K., (1999), Pier Railways and Tramways of the British Isles, The Oakwood Press, No. LP60, ISBN 0-85361-541-1.
- Wills, Anthony; Phillips, Tim. British Seaside Piers.  Londres: English Heritage, 2014. ISBN 9781848022645.